# نقطة المباراة
نقطة المباراة  (بالإنجليزية: Match Point)‏ هو فيلم جريمة تم إنتاجه في لوكسمبورغ والمملكة المتحدة سنة 2005. الفيلم من إخراج وودي آلن وكتابة وودي آلن.

## بطولة
- ماثيو جوود
- سكارليت جوهانسون
- إيميلي مورتيمير
- جوناثان ريس مايرز
- براين كوكس
- إوين بريمنر
- جيمس نسبيت
- توبي كيبيل

## القصة
{{يلعب الحظ دورا في لقاء البطل بمتدرب للتنس يقوده للتعرف على العائله والانعجاب بخطيبه المتدرب لكنه ينقاد بالطمع للزواج من اخت المتدرب والرغبه تقوده للخيانه مع تلك المثيرة خطيبه المتدرب والنتيجه حمل بطفل مشؤم يجعل الشر سيد الموقف لولا تدخل الحظ ثانيه لطمر رائحه الدم...}}

## الميزانية والإيرادات
بلغت تكلفة إنتاج الفيلم حوالي 15 مليون دولار بينما حقق أرباحا تقدر بـ 85,306,374 دولار.

## وصلات خارجية
- الموقع الرسمي
- نقطة المباراة على موقع IMDb (الإنجليزية)
- نقطة المباراة على موقع ميتاكريتيك (الإنجليزية)
- نقطة المباراة على موقع الموسوعة البريطانية (الإنجليزية)
- نقطة المباراة على موقع روتن توميتوز (الإنجليزية)
- نقطة المباراة على موقع نتفليكس (الإنجليزية)
- نقطة المباراة على موقع قاعدة بيانات الأفلام العربية
- نقطة المباراة على موقع ألو سيني (الفرنسية)
- نقطة المباراة على موقع Turner Classic Movies (الإنجليزية)
- نقطة المباراة على موقع أول موفي (الإنجليزية)
- نقطة المباراة على موقع بوكس أوفيس موجو (الإنجليزية)